# Sigrid Bauschinger
Sigrid Bauschinger (geboren 2. November 1934) ist eine deutsche Germanistin und war bis zu ihrer Emeritierung im Jahr 2000 Professorin für Deutsche Literatur an der University of Massachusetts in Amherst in den Vereinigten Staaten.

## Leben
Sigrid Bauschinger studierte deutsche und französische Literatur sowie Philosophie in Kiel, Freiburg und an der Johann Wolfgang Goethe-Universität Frankfurt am Main und wurde hier 1959 mit der Arbeit Die Symbolik des Mütterlichen im Werk Else Lasker-Schülers promoviert. Sie ging in die Vereinigten Staaten und unterrichtete am Oberlin College in Oberlin, Ohio, und am Mount Holyoke College und dem Smith College in Massachusetts. Danach ging sie als Professorin für Deutsche Literatur und außerordentliche Professorin für Judaistik an die University of Massachusetts in Amherst.
Sie beschäftigt sich vor allem mit der Deutschen Literatur des 20. Jahrhunderts und konzentriert sich dort vor allem auf deutsch-jüdische Autoren sowie die Exilliteratur und die deutsch-amerikanischen Literaturbeziehungen. Nach ihrer Emeritierung im Jahr 2000 veröffentlichte sie unter anderem eine Biografie über Else Lasker-Schüler, über die sie bereits 1980 ein Standardwerk vorgelegt hatte, sowie eine Familienbiografie der Familie Cassirer. Darüber hinaus schrieb sie Biografien zu Lasker-Schüler und Esther Dischereit im Jewish Women’s Archive.

## Veröffentlichungen (Auswahl)
- Mythos Manhattan. Die Faszination einer Stadt. In: Sigrid Bauschinger, Horst Denkler, Wilfried Malsch (Hrsg.): Amerika in der deutschen Literatur. Neue Welt – Nordamerika – USA. Reclam, Stuttgart 1975, ISBN 3-15-010253-7, S. 382–397.
- Else Lasker-Schüler. Ihr Werk und ihre Zeit (= Poesie und Wissenschaft. 7). Stiehm, Heidelberg 1980, ISBN 3-7988-0038-3.
- Die Posaune der Reform. Deutsche Literatur im Neuengland des 19. Jahrhunderts. Francke, Bern u. a. 1989, ISBN 3-317-01669-8.
- als Herausgeberin: „Ich habe etwas zu sagen“. Annette Kolb, 1870–1967. Ausstellung der Münchner Stadtbibliothek. München, Diederichs 1993, ISBN 3-424-01188-6.
- The Berlin Moderns. Else Lasker-Schüler and Café Culture. In: Emily D. Bilski (Hrsg.): Berlin Metropolis. Jews and the New Culture, 1885–1918. University of California Press, Berkeley CA u. a. 1999, ISBN 0-520-22241-5, S. 58–101.
- als Herausgeberin: Die freche Muse. Literarisches und politisches Kabarett von 1901 bis 1999. = The Impudent Muse. Francke, Tübingen u. a. 2000, ISBN 3-7720-2102-6.
- als Herausgeberin mit Paul Michael Lützeler: Margarita Pazi: Staub und Sterne. Aufsätze zur deutsch-jüdischen Literatur. Wallstein, Göttingen 2001, ISBN 3-89244-357-2.
- Else Lasker-Schüler. Biographie. Wallstein, Göttingen 2004, ISBN 3-89244-440-4 (Mehrere Ausgaben).
- als Herausgeberin: Else Lasker-Schüler: Werke und Briefe. Kritische Ausgabe. Band 8: Briefe. 1925–1933. Jüdischer Verlag, Frankfurt am Main 2005, ISBN 3-633-54216-7.
- als Herausgeberin: Rainer Maria Rilke – Eva Cassirer. Briefwechsel. Wallstein, Göttingen 2008, ISBN 978-3-8353-0228-0.
- Die Cassirers. Unternehmer, Kunsthändler, Philosophen. Biographie einer Familie. C. H. Beck, München 2015, ISBN 978-3-406-67714-4.

- Mitherausgeberin der Amherster Kolloquien zur Deutschen Literatur. Band 13–19. Francke, Tübingen 1984–1995.